# Daducos
Daducos (en griego δᾳδοῦχος "portador de antorchas", de δᾶις+ἔχω) es un epíteto de Artemisa, y en particular de Deméter buscando a su hija perdida (Perséfone) con una antorcha. Representaba al Sol y purificaba a los adeptos antes de la iniciación y marchaba a la cabeza de los lampadóforos en las carreras de Deméter tras la busca de su hija.
También fue el título del segundo sacerdote (rango después del de hierofante) en los Misterios eleusinos, un oficio hereditario en varias familias de Atenas.